# ジュール＝エリー・ドローネー
ジュール＝エリー・ドローネー（Jules-Élie Delaunay、1828年6月13日 - 1891年9月5日）は、フランスの画家である。

## 略歴
ナントで生まれた。1848年にエコール・デ・ボザールに入学しイポリット・フランドランやルイ・ラモット(Louis Lamothe)に学んだ。1856年にローマ賞に応募し、アンリ＝ピエール・ピクー(Henri-Pierre Picou)とともに2位となった。ローマ賞の奨学制度により、4年間、在ローマ・フランス・アカデミーで学んだ。パリに戻った後、装飾画家として評価され、教会の壁画などの注文を受けた。ガルニエ宮（オペラ座）やパリ市庁舎や、パリのパンテオンなどの装飾画を描いた。パンテオンの壁画はドロネーが亡くなったことによって未完となった。
1878年のサロン・ド・パリで一等を得た。この年、レジオンドヌール勲章（オフィシエ）を受勲した。1879年に芸術アカデミーの会員に選ばれた。1889年にサロンで名誉メダルを受賞した。
1889年に、パリ国立高等美術学校で教室を持つことになり、ドローネーが教えた画家にはアンリ・ダバディやアリ・ルナンがいる。

1891年にパリで没した。

## 作品
- Le retour de Tobie(1856)
- 「ヘスペリアーの死」
- 「イクシーオーン」

- Geneviève Halévy-ジョルジュ・ビゼーの妻
- Madame Georges Guiard
- Sapho embrassant sa lyre
- Ophelie (1882)